# Abdul Fatawu
Abdul Fatawu Issahaku (Tamale, 8 maart 2004) is een Ghanees voetballer die bij voorkeur als middenvelder speelt. Hij tekende in 2024 voor Leicester City. In 2024 debuteerde Fatawu voor Ghana.

## Clubcarrière
Fatawu speelde in Ghana voor Steadfast en Dreams. In april 2022 tekende hij een vijfjarig contract bij Sporting CP. In augustus 2023 werd hij voor een jaar uitgeleend aan Leicester City. In 2024 werd hij kampioen met Leicester City en promoveerde de club naar de Premier League. Op 1 juli 2024 lichtte Leicester City de aankoopclausule van tien miljoen euro.

## Interlandcarrière
In september 2021 debuteerde Fatawu voor Ghana in een WK-kwalificatiewedstrijd tegen Zimbabwe. Op 27 september 2021 vierde hij zijn eerste interlandtreffer tegen Nicaragua. Begin 2022 nam hij met Ghana deel aan de Afrika Cup.